# Декларация Объединённых Наций

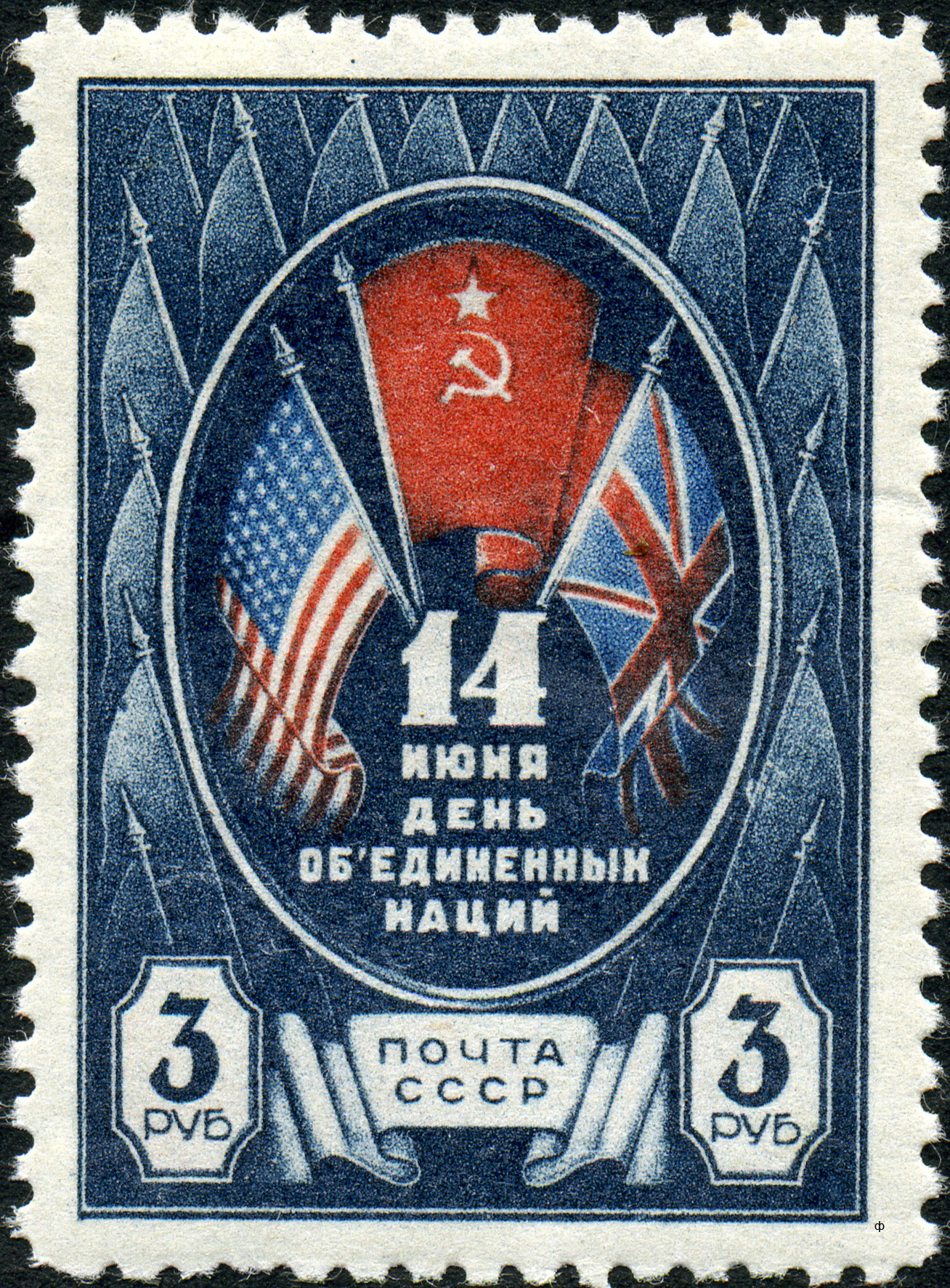
«День объединённых наций», Марка Почты СССР, 1944 год

Декларация Объединённых Наций (Декларация двадцати шести государств, англ. Declaration by United Nations) была подписана 1 января 1942 года во время проведения Первой Вашингтонской конференции.
Название «Объединённые нации» для союзников по антигитлеровской коалиции предложил в декабре 1941 года Рузвельт. Декларация Объединённых наций от 1 января 1942 года послужила основой для будущей Организации Объединённых Наций. Во время войны термин Объединённые нации стал синонимом для союзников по антигитлеровской коалиции.
Декларацию подписали представители 26 государств-участников антигитлеровской коалиции, включая «большую четвёрку» (Великобритания, США, СССР и Китай), 9 государств Центральной Америки и Карибского бассейна, доминионы Британской короны, Британская Индия, и восемь европейских правительств в изгнании. На протяжении 1942—1945 годов к декларации дополнительно присоединилось 21 государство.
В тексте декларации содержалось подтверждение позиции сторон, что «полная победа над общим врагом является необходимым условием для защиты жизни, свободы, независимости и права на свободу религии, а также для торжества прав человека и справедливости как на родной земле, так и на других территориях, и что стороны в настоящее время втянуты в общую борьбу против варварски жестоких сил, которые хотят покорить весь мир». Принцип «полной победы» впервые обозначил политику союзников, направленную на «безоговорочную капитуляцию» стран Оси. Основной целью сторон ставилось поражение «гитлеризма», что означало согласие сторон с тождественностью тоталитарных милитаристских режимов в Германии, Италии и Японии.
Стороны согласились выполнять Атлантическую хартию, задействовать все свои ресурсы для войны со странами Оси, а также не заключать сепаратный мир с нацистской Германией или Японией.
К концу войны к Декларации присоединились некоторые другие страны, в том числе Филиппины, Франция, все латиноамериканские страны, кроме Аргентины, а также некоторые независимые государства Ближнего Востока и Африки. Хотя многие второстепенные страны Оси впоследствии перешли на сторону Объединённых Наций и сражались против Германии, им не позволили присоединиться к Декларации.
| Первоначальные стороны   | |
| Большая четвёрка         | Соединённые Штаты Америки • Великобритания • Союз Советских Социалистических Республик • Китайская республика |
| Британское Содружество   | Австралия • Канада • Индия • Новая Зеландия • Южно-Африканский Союз                                           |
| Другие государства       | Коста-Рика • Куба • Доминиканская Республика • Сальвадор • Гватемала • Гаити • Гондурас • Никарагуа • Панама  |
| Правительства в изгнании | Бельгия • Чехословакия • Греция • Люксембург • Нидерланды • Норвегия • Польша • Югославия                     |
| Присоединившиеся стороны | |
| 1942                     | Мексика • Содружество Филиппин • Эфиопская империя                                                            |
| 1943                     | Ирак • Бразилия • Боливия • Иран • Колумбия                                                                   |
| 1944                     | Либерия • Франция                                                                                             |
| 1945                     | Эквадор • Перу • Чили • Парагвай • Венесуэла • Уругвай • Турция • Египет • Саудовская Аравия • Ливан • Сирия  |